# Leucandra cirrhosa
Leucandra cirrhosa är en svampdjursart som först beskrevs av Urban 1908.  Leucandra cirrhosa ingår i släktet Leucandra och familjen Grantiidae. Inga underarter finns listade i Catalogue of Life.